# 165 f.Kr.

## Händelser

### Efter plats

#### Seleukiderriket
- Kung Artaxias I av Armenien blir tillfångatagen av seleukiderkungen Antiochos IV Epifanes, när denne anfaller Armenien. Artaxias tvingas erkänna Antiochos IV:s överhöghet över Armenien innan han blir frisläppt.

#### Romerska republiken
- Den romerske pjäsförfattaren Terentius Hecyra (Svärmodern) uruppförs.

## Avlidna
- Perseus, den siste kungen av Makedonien, som har härskat från 179 f.Kr. till 168 f.Kr. och vars försök att dominera Grekland har lett till att Makedonien slutligen har besegrats av romarna, vilket har lett till den romerska annekteringen av området (född omkring 212 f.Kr.)